# Mount Neder
Mount Neder ist ein 1010 m hoher Berg mit einem kleinen und spitzen Gipfel im Norden des ostantarktischen Viktorialands. In den Anare Mountains ragt er im nordwestlichen Teil der Quam Heights auf.
Der United States Geological Survey kartierte ihn anhand eigener Vermessungen und Luftaufnahmen der United States Navy aus den Jahren von 1960 bis 1963. Das Advisory Committee on Antarctic Names benannte ihn 1970 nach Irving Robert Neder (1931–1996), Geologe im United States Antarctic Research Program, der von 1965 bis 1966 in der Ohio Range sowie in der Wisconsin Range und von 1966 bis 1967 im Gebiet des McMurdo-Sunds tätig war.